# Антиреставрация храмов Беларуси
Реставрация сооружений Белорусского экзархата Русской православной церкви, известная как антиреставрация Московского патриархата, — изменения, вносимые с 1990-х годов в архитектуру христианских построек Беларуси. Для антиреставрации характерна целенаправленная установка золотых луковичных глав и изменение аутентичного облика отдельных архитектурных элементов религиозных объектов. Особо активно проводилась в 2010-х годах, затронув десятки построек: храмов, костёлов, соборов и монастырей.

## История
Современный канон храмов Русской православной церкви зародился после её 70-летнего перерыва в храмостроительстве и распада СССР, в котором была антиклерикальная политика. Исторически не существовало универсальной традиции построения православных храмов, в храмовой архитектуре было многообразие. Таким образом, канон РПЦ является изобретённой традицией.
С активизацией религиозной жизни в 1990-е годы широкое распространение получили реконструкции храмовых памятников архитектуры, принадлежащих Белорусскому экзархату Московского патриархата. Указанные реконструкции осуществлялись с нарушением законодательства в области охраны памятников, согласно Антону Астапо́вичу (бел. Антон Астаповіч) — председателю Белорусского добровольного общества охраны памятников истории и культуры (бел. Беларускае добраахвотнае таварыства аховы помнікаў гісторыі і культуры).
В истории Беларуси унификация религиозных построений проводилась генералом Российской империи Муравьёвым в XIX веке. Целью архитектурных перемен являлась ассимиляция коренных народов и ослабление их сепаратистских настроений — «внутренняя колонизация» империи. Современная реставрация Московского патриархата сравнивалась с русификацией Муравьёва, а современные храмы — с «муравьёвками», построенными на территории Беларуси по российскому образцу.

## Архитектурные изменения
Особенностью антиреставрации является установка золотых луковичных глав — символов российской культовой архитектуры, использованных также как инструмент русификации Украины.
В Вестнике Полоцкого государственного университета сообщается, что современное строительство Белорусской православной церкви игнорирует традиции готики и барокко — стили, в которых белорусская православная архитектура достигла высокого уровня и национальной самобытности. В процессе антиреставрации было лишь фрагментарное использование принципов народной архитектуры. Приоритетная ориентация — на ретроспективно-русский стиль, развивающий традиции, не характерные для Беларуси.
Крестово-купольные храмы с золотыми главами возводятся не только в Беларуси, но также в Польше и Украине. Кандидат искусствоведения Ирина Балуненко считает, что замена аутентичных куполов на золотые игнорирует традиции регионов и зачастую несанкционированна.

## Оценки
Протоиерей Сергий Лепин — глава синодального информационного отдела Белорусской православной церкви — считал, что ремонт зданий, являющихся памятниками архитектуры, осуществлялся в соответствии с законодательством. По мнению священника, все случаи нужно оценивать отдельно.
Противоположной точки зрения придерживаются гражданские активисты, в 2018 году подписавшие петицию против антиреставрации, а также Белорусское добровольное общество охраны памятников истории и культуры и некоторые архитекторы Беларуси.
Реставрация зданий БПЦ экспертами рассматривается как инструмент русификации Беларуси. Так, архитектор Владимир Папруга назвал это осознанной империальной политикой России:

И что такое натягивание российских «луковиц» на белорусские храмы, которые к Московскому патриархату изначально не имели никакого отношения? Это фактически та же метафора — как из Беларуси сделать Россию, то бишь лишить её своего языка. Когда человек меняет свой внутренний код, переходит на другой язык, он становится другим. Когда мы на белорусские храмы натягиваем русские «луковицы», они становятся Россией. Это такой методологический ассимиляционный принцип.
Оригинальный текст (бел.)І што такое нацягваньне расейскіх «цыбулін» на беларускія храмы, якія да Маскоўскай патрыярхіі нічога агульнага ня мелі ад пачатку? Гэта фактычна тая ж мэтафара — як зь Беларусі зрабіць Расею, то бок пазбавіць яе сваёй мовы. Калі чалавек мяняе свой унутраны код, пераходзіць на іншую мову, ён робіцца іншым. Калі мы на беларускія храмы нацягваем расейскія «цыбуліны», яны робяцца Расеяй. Гэта такі мэтадалягічны асыміляцыйны прынцып.

Архитектор костёлов Алексей Яроменко занимался сбором каталога католических построек, превращённых в православные храмы. Эксперт был за то, чтобы купола в Беларуси и дальше оставались «российскими», так как эти храмы принадлежат Московскому патриархату, а аналогичной собственной церкви у Беларуси нет. Такие серьёзные реставрационные перемены, по мнению Яроменко, связаны с захватом территорий: «Если б Беларусь захватили монголы, то у нас были б какие-то пагоды».

## Список затронутых объектов
- Церковь святого Георгия в деревне Воловель (Брестская область) как пример антиреставрации[1]
- Церковь Святого Покрова[бел.] в Малых Щитниках до 2009 года[24]
- Та же церковь после реставрации[24]